# Annabel Breuer

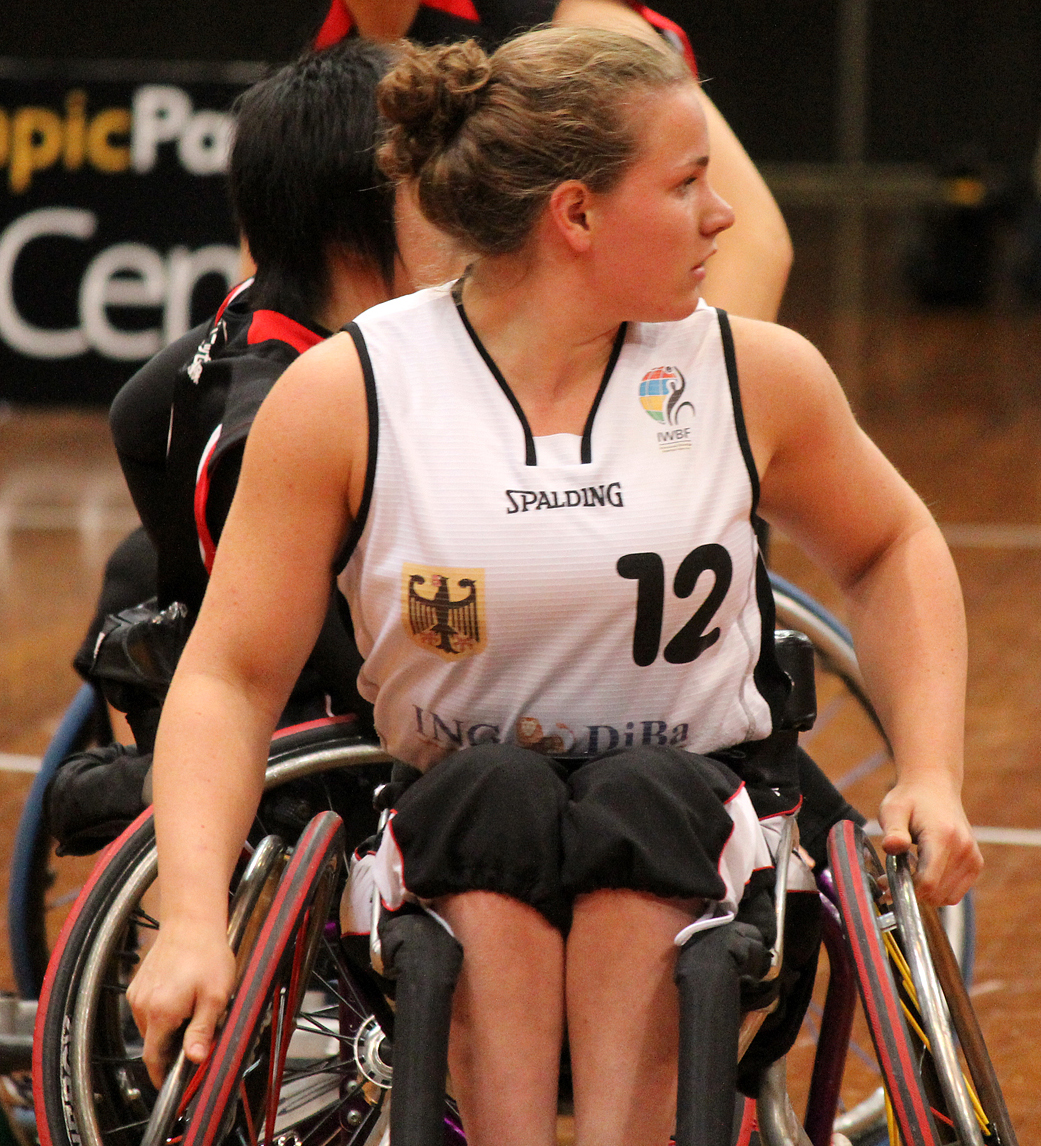
Annabel Breuer in Sydney, Juli 2012

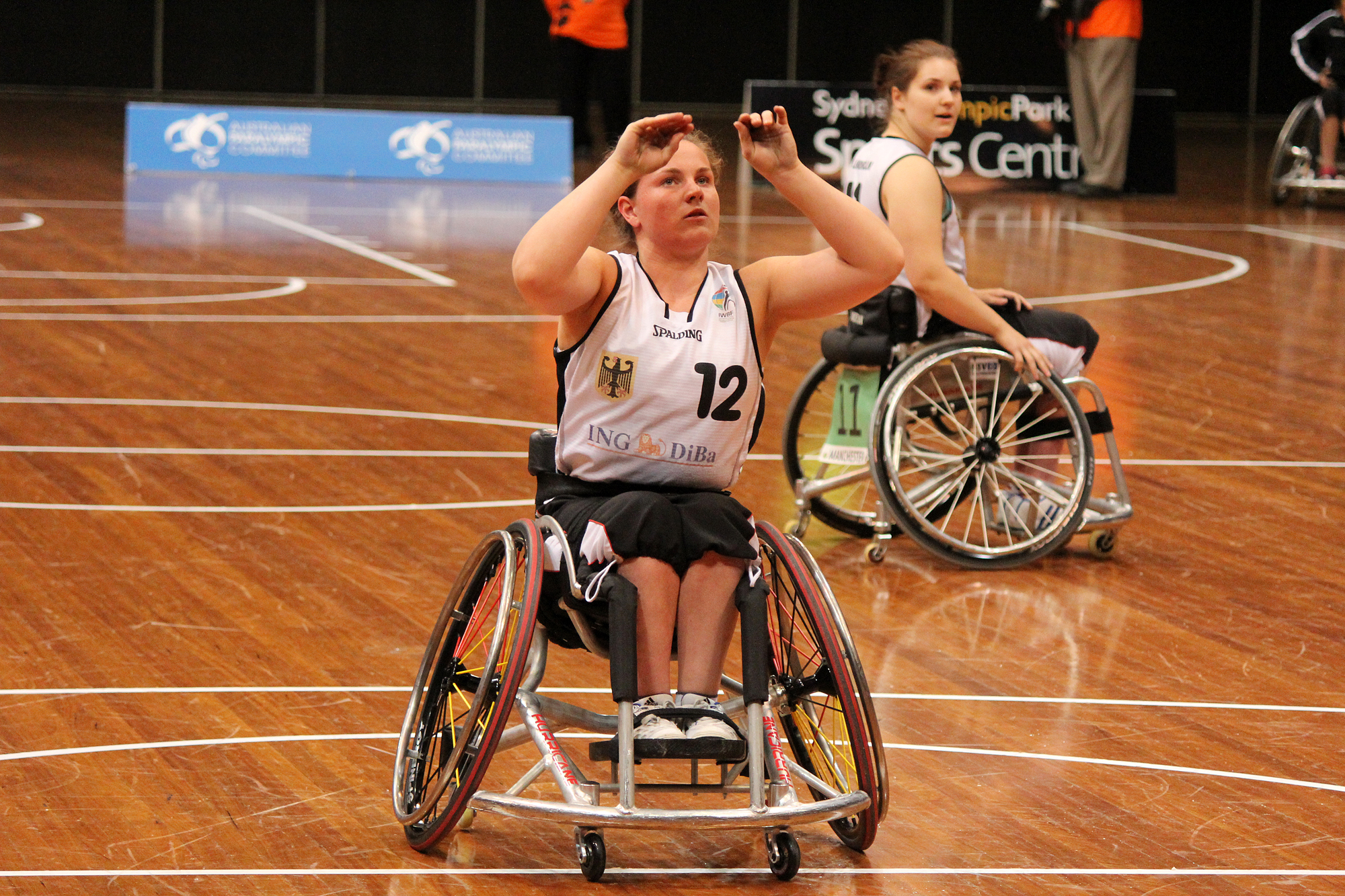
Sydney, Spiel gegen Japan

Annabel Breuer (* 23. Oktober 1992 in Tübingen) ist eine deutsche Rollstuhlfechterin und Rollstuhlbasketballspielerin.

## Leben und Karriere
Breuer ist durch einen Autounfall als Kind querschnittgelähmt. Bereits mit 13 Jahren gewann sie eine Silbermedaille im Fechten bei der Weltmeisterschaft 2006 in Turin. Bei der Europameisterschaft 2009 in Warschau gewann sie Gold in der Mannschaftswertung, Silber und Bronze in der Einzelwertung. Daraufhin wurde sie als 16-Jährige von der Stiftung Deutsche Sporthilfe mit dem Sonderpreis Juniorsportlerin des Jahres im Behindertensport ausgezeichnet.
Ein Freund gewann sie für Rollstuhlbasketball. Sie spielte für den SKV Ravensburg und Sabres Ulm in der deutschen Rollstuhlbasketball-Liga. Ab Dezember 2012 spielte sie außerdem für den RSV Lahn-Dill. Mit der Nationalmannschaft gewann sie 2011 Gold bei der Europameisterschaft in Nazareth, wo die Mannschaft die Niederlande im Endspiel mit 48:42 besiegte. Bei den Sommer-Paralympics 2012 in London gewann die Mannschaft Gold durch einen Sieg über Australien 44:58 vor über 12.000 Zuschauern in der North Greenwich Arena. Es war der erste Sieg einer deutschen Mannschaft in der Disziplin seit 28 Jahren. Nach den Spielen in London zeichnete Bundespräsident Joachim Gauck das Team im November 2012 mit Deutschlands höchster Ehrung im Sport, dem Silbernen Lorbeerblatt, aus. Der Oberbürgermeister von Ulm, Ivo Gönner, gratulierte zu dem Erfolg, und sie trug sich ins Goldene Buch der Stadt ein.

## Medaillen
Fechten
- 2006: Silber Weltmeisterschaft (Turin)[3]
- 2009: Gold (Mannschaft), Silber und Bronze (Einzel) Europameisterschaft (Warschau)[4]

Basketball
- 2010: Silber Weltmeisterschaft (Birmingham)[14][15]
- 2011: Gold Europameisterschaft (Nazareth, Israel)[8]
- 2012: Gold Sommer-Paralympics 2012 (London)[9]
- 2013: Silber Europameisterschaft (Frankfurt)[16]
- 2014: Silber Weltmeisterschaft (Toronto)[17]
- 2016: Silber Sommer-Paralympics 2016 (Rio de Janeiro)

## Auszeichnungen
- 2009: „Juniorsportler des Jahres“, Sonderpreis Behindertensport[5]
- 2012: Mannschaft des Jahres[10][11]
- 2012: Silbernes Lorbeerblatt[12]
- 2012: Eintrag in das Goldene Buch der Stadt Ulm[13]
- 2020: Sport-Stipendiat des Jahres 2020 (als erste Paralympische Gewinnerin)[18]